# 高明尉
高明尉（1924年—），男，浙江杭州人，中国农业生物物理学家，曾任浙江农业大学教授、博士生导师。